# ألين سترينج
ألين سترينج (بالإنجليزية: Allen Strange)‏ هو ملحن أمريكي، ولد في 26 يونيو 1943 في كاليكسيكو في الولايات المتحدة، وتوفي في 20 فبراير 2008 في بينبريج آيلاند في الولايات المتحدة.

## وصلات خارجية
- ألين سترينج على موقع ميوزك برينز (الإنجليزية)
- ألين سترينج على موقع ديسكوغز (الإنجليزية)